# Beatrice Knop
Beatrice Knop (* 13. Dezember 1972 in Ost-Berlin) ist eine deutsche Tänzerin. Sie war erste Solotänzerin beim Staatsballett Berlin.
Beatrice Knop ist eine Tänzerin des klassischen und modernen Balletts. Ausgebildet an der Staatlichen Ballettschule Berlin, gewann sie 1989 den Prix de Lausanne in Tokio. Bereits im letzten Jahr ihrer Ausbildung tanzte sie die Rolle der Myrtha in dem Ballett Giselle. Nach ihrer Ausbildung wurde sie 1991 am Ballett der Staatsoper Unter den Linden engagiert. 1993 avancierte sie zur Solistin. In den Jahren 1995/96 wechselte sie zum Aalto Ballett Theater in Essen, bei dem sie ebenfalls als Solistin engagiert wurde. 1996 kam sie an ihren Geburtsort Berlin und an die Staatsoper Unter den Linden zurück. 1998 wurde sie nach ihrem Debüt als Odette/Odile in Schwanensee zur ersten Solistin ernannt.
Beatrice Knop tanzte die Hauptrollen in allen bedeutenden klassischen sowie neoklassischen Balletten, zudem auch in vielen modernen Balletten neuzeitlicher Choreografen. Internationale Gastauftritte führten sie nach Australien, Canada, China, Frankreich, Griechenland, Italien, nach Japan und in die Schweiz. Zu ihren Tanzpartnern zählten Roberto Bolle, Thomas Edur, Vladimir Malakhov, Oliver Matz, Jaš Otrin, Raimondo Rebeck, Ronald Savković, Artjom Schpilewski und Dmitri Semionow.
Am 24. Februar 2016 war in der Deutschen Oper Berlin ihre Abschiedsvorstellung als Tänzerin. Aus gesundheitlichen Gründen wechselte sie in die Produktionsleitung (Künstlerisches Betriebsbüro) des Staatsballetts Berlin.